# 2MASS J12195156+3128497
2MASS J12195156+3128497 är en ensam stjärna belägen i den norra delen av stjärnbilden Berenikes hår. Den har en skenbar magnitud av ca 15,9 (J) och kräver ett kraftfullt teleskop för att kunna observeras. Avståndet mellan 2MASS J1219+3128 och jorden har ännu inte mätts med trigonometrisk parallax, så istället beräknas det utifrån det spektrofotometriska förhållandet mellan spektraltyp och absolut magnitud i nära infrarött. Schmidt et al. (2010) uppskattar ett spektrofotometriskt avstånd på 18,1 ± 3,7 parsec (59 ± 12 ljusår) från kombinerad SDSS iz-band och 2MASS JHK-band fotometri medan Buenzli et al. (2014) uppskattar ett spektrofotometriskt avstånd på 20,3 ± 3,0 parsek (66,2 ± 9,8 ljusår) från 2MASS H-band fotometri.

## Observation

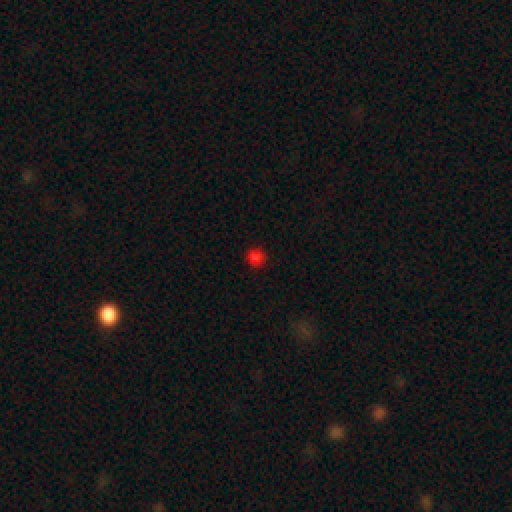
2MASS J1219+3128
Foto: legacy surveys

2MASS J1219+3128 katalogiserades först som en punktkälla i juni 2003 av Two Micron All-Sky Survey (2MASS) organiserad av University of Massachusetts Amherst och Infrared Processing and Analysis Center under California Institute of Technology. Den upptäcktes vara en brun dvärg av spektralklassen L8 av K. Chiu et al., baserat på nära infraröda observationer erhållna från Sloan Digital Sky Survey (SDSS) vid Apache Point Observatory i New Mexico, USA. Deras upptäckt och klassificering av 71 L- och T-dvärgar inklusive 2MASS J1219+3128 (alternativt betecknad som SDSS J121951.45+312849.4) publicerades i The Astronomical Journal i juni 2006.

## Egenskaper
2MASS J12195156+3128497 är en snabbt roterande brun dvärg av spektralklass L8. Med en fotometriskt uppmätt rotationsperiod på 1,14 timmar är den en av de snabbast roterande kända bruna dvärgarna som tillkännagavs av ett team av astronomer lett av Megan E. Tannock i mars 2021. Med en rotationshastighet på ca 80 km/s närmar den sig den förutspådda rotationshastighetsgränsen, bortom vilken den skulle brytas isär på grund av centripetalkrafter. Som en konsekvens av dess snabba rotation är den bruna dvärgen något tillplattad vid sina poler i liknande grad som Saturnus, den mest avplatta planeten i solsystemet. Dess snabba rotation kan möjliggöra starka norrskensradiostrålningar genom partikelinteraktioner i dess magnetfält, vilket observerats i andra kända snabbt roterande bruna dvärgar.
2MASS J1219+3128 har en nettoegenrörelse på 238,2 mas/år vid positionsvinkeln 257,98 grader, vilket anger rörelse i sydvästlig riktning på himlen.